# Pont Marius-Dufresne
Pour les articles homonymes, voir Marius Dufresne.
Le pont Marius-Dufresne est un pont routier qui franchit la rivière des Mille Îles, reliant les villes de Laval et de Rosemère au Québec. 

## Situation et accès
Il joint les régions administratives de Laval et des Laurentides.

## Caractéristiques
Le pont est emprunté par la route 117. Il comporte quatre voies de circulation, soit deux par direction, lesquelles ne sont séparées que par une ligne double centrale. Un trottoir est également présent du côté est du pont. 
À son extrémité nord, il atterrit sur l'île Bélair. Un boulevard de 400 mètres permet de traverser l'île. Il est ensuite possible de relier la rive par un petit pont de 25,8 mètres de longueur.
On estime qu'environ 24 900 véhicules empruntent le pont chaque jour, soit 9,1 millions de véhicules par année.

## Origine du nom
Le nom du pont honore la mémoire de Marius Dufresne (1883-1945), ingénieur et architecte qui est décédé dans le cadre des travaux de construction du pont actuel.

## Historique
L'actuel quartier de Sainte-Rose de la ville de Laval est d'abord relié à l'autre rive de la rivière des Mille Îles par le pont Porteous, que fit construire en 1832 James Porteous, marchand et propriétaire d'une distillerie de whisky à Sainte-Thérèse. Celui-ci sollicite le « privilège » au gouvernement du Québec de construire un pont privé et lucratif afin de faciliter entre autres les échanges commerciaux vers Montréal.  Lors de la rébellion des Patriotes de 1837-1838,  le pont Porteous est endommagé. On accuse notamment Louis Coursolles d'avoir commandé la destruction du pont. Vendu en 1846 à Walter Millar (Miller) de Sainte-Thérèse, il est démoli  en 1852 puis reconstruit en 1854 à l'ouest du pont actuel. (de Rosemère, le pont Porteous partait de l'actuelle rue Philippe sur la rive nord, alors que le nouveau pont part de la pointe sud-ouest de l'île Bélair).
C'est en 1857 que le nouveau pont Miller est vendu à la famille Plessis-Bélair. Il prendra seulement plus tard le nom de pont Plessis-Bélair.  Entre 1857 et  1938, la structure du pont sera régulièrement améliorée, afin de soutenir entre autres l'arrivée des véhicules motorisés,  l'importance toujours croissante de la circulation automobile, et de permettre un accès sécuritaire aux piétons. Ce pont sera un pont à péage jusqu'à son expropriation et sa prise en charge par le gouvernement du Québec le 1er juillet 1940. Malgré des promesses électoralistes qui promettent à la population un pont gratuit, le pont Plessis-Bélair, nouvellement acquis par le gouvernement du Québec continuera d'être un pont à péage, mais on uniformisera les tarifs exigés avec ceux des autres ponts à péage, propriétés du gouvernement du Québec. Le pont Plessis-Bélair  est démoli en 1946.
Entre janvier et novembre 1945, on érige le pont actuel, un peu à l'est de l'ancien pont mais traversant toujours l'île Bélair, à la hauteur de l'actuel boulevard Labelle. La construction est confiée à la Dufresne Engineering Co. dont Marius Dufresne est le président.  Celui-ci décède accidentellement, le 26 juillet 1945, alors qu'il surveillait la bonne marche des travaux sur le pont en construction et fut frappé à la tête par un pilot (poutre servant à la consolidation des fondations) qu'on venait d'extraire de la rivière. Le 18 août 1946, le nouveau pont est inauguré sous le nom de « pont Louis-Hippolyte-Lafontaine » en l'honneur de Louis-Hippolyte La Fontaine (1807-1864), premier ministre du Canada-Est de 1842 à 1843 et de 1848 à 1851. Cette inauguration, retransmise entre autres par le poste de radio CKAC, est un événement très médiatisé et très politisé, puisqu'elle coïncide à Sainte-Rose, avec le deuxième anniversaire  du retour au pouvoir de l'Union Nationale. En 1967, à la suite de l'inauguration du pont-tunnel Louis-Hippolyte-La Fontaine reliant l'île de Montréal à la ville de Longueuil, le pont perd son nom afin de ne pas créer de confusion. le 28 mai 1985, on le renomme « pont Marius-Dufresne » .
En 1997, à la suite de différents signes d'affaiblissement et de fissures, une réfection majeure est entamée sur le pont. En raison du flot important de circulation, les maires de Laval et de Rosemère demandent au gouvernement du Québec de l'époque, de déployer un pont flottant à l'aide des ressources des Forces armées canadiennes,. La réfection du pont a coûté 13 M$. Cette proposition ne fut toutefois pas retenue.